# Images and Words
Images and Words je drugi studijski album progresivnog metal sastava Dream Theater. Album je sniman u prosincu 1991. godine, a izdan je 7. srpnja 1992. godine. Images and Words je prvi album Dream Theatera s Jamesom LaBrieom kao pjevačem. Album je i dosad komercijalno najuspješnije izdanje Dream Theatera (jedini nagrađen zlatnom pločom), a pjesma "Pull Me Under" je u godini izdavanja albuma dospjela na deseto mjesto liste Hot Mainstream Rock Tracks američkog glazbenog časopisa Billboard.

## Povijest
Nakon odlaska pjevača Charlieja Dominicia sastav je započeo potragu za njegovim nasljednikom. Sastav je isprobao više od dvije stotine kandidata prije nego što se James LaBrie javio sastavu poslavši im kasetu s njegovim glazbenim uradcima. LaBrie je prethodno bio pjevač kanadskog glam metal sastava Winter Rose. Uskoro je LaBrie bio na putu za New York gdje se sastao s ostalim članovima sastava. Nakon probe s Dream Theater na kojoj je otpjevao samo tri pjesme LaBrie je odmah izabran za novog pjevača.
S novim pjevačem Dream Theater se ponovno vratio na snimanje albuma, a potpisuju i ugovor za snimanje sedam albuma s izdavačima ATCO Records. Za pjesme "Pull Me Under", "Another Day" i "Take the Time" snimljeni su video spotovi. Images and Words također se našao na ljestvici najprodavanijih američkih glazbenih albuma Billboard 200 na #61. Vjerojatno najveće zasluge za ovakav uspjeh mogu se pripisati singlu "Pull Me Under" koji je bio konstantno puštan na radio stanicama i čiji je video spot bio nekoliko stotina puta pušten putem televizijskog programa MTV.

## Popis pjesama
| Br. | Skladba                                         | Tekstopisac   | Skladatelj    | Trajanje |
| --- | ----------------------------------------------- | ------------- | ------------- | -------- |
| 1.  | »Pull Me Under«                                 | Kevin Moore   | Dream Theater | 8:15     |
| 2.  | »Another Day«                                   | John Petrucci | Dream Theater | 4:24     |
| 3.  | »Take the Time«                                 | Dream Theater | Dream Theater | 8:21     |
| 4.  | »Surrounded«                                    | Moore         | Dream Theater | 5:30     |
| 5.  | »Metropolis Pt. 1: The Miracle and the Sleeper« | Petrucci      | Dream Theater | 9:32     |
| 6.  | »Under a Glass Moon«                            | Petrucci      | Dream Theater | 7:04     |
| 7.  | »Wait for Sleep«                                | Moore         | Kevin Moore   | 2:32     |
| 8.  | »Learning to Live«                              | John Myung    | Dream Theater | 11:31    |

## Komercijalni uspjeh
Kritike na album Images and Words bile su izuzetno pozitivne. Kritičar Murat Batmaz s internetske stranice Sea of Tranquility ocjenio je album s najvećom mogućom ocjenom, smatrajući ga inovativnim i neponovljivim remek-djelom. Kritičari internetskog magazina Metal Observer također su albumu ocijenili najvećom mogućom ocjenom.
'Images and Words je trenutačno rangiran kao drugi najbolji album progresivnog metal žanra na stranici DigitalDreamDoor.com.

## Pozicije na glazbenim ljestvicama

#### Album
| ljestvica                            | najbolji rang |
| ------------------------------------ | ------------- |
| Billboard 200                        | #61           |
| Njemačka                             | #94           |
| Top Heatseekers (internet ljestvica) | #2            |
| Japan                                | #30           |

#### Singlovi
| godina | singl           | Mainstream Rock Tracks |
| ------ | --------------- | ---------------------- |
| 1992.  | "Pull Me Under" | #10                    |
| 1992.  | "Another Day"   | #29                    |
| 1992.  | "Take the Time" | #22                    |

## Osoblje
Dream Theater
- James LaBrie – vokali
- John Petrucci – gitara
- John Myung – bas-gitara
- Mike Portnoy – bubnjevi, prateći vokali
- Kevin Moore – klavijature

Tehničko osoblje
- Izdavač (1992.) – Atco Records
- Producent – David Prater
- Jay Beckenstein – saksofon u pjesmi "Another Day"

## Vanjske poveznice
- Službene stranice Dream Theatera  Arhivirana inačica izvorne stranice od 29. prosinca 2008. (Wayback Machine) – album Images and Words